# Nazywa się Błażej Rejdak
Nazywa się Błażej Rejdak (podtytuł Mieszka we wsi Rożnica w jędrzejowskim powiecie) – polski dokumentalny reportaż filmowy z 1968 roku w reżyserii Krystyny Gryczełowskiej. Jest to filmowy portret tytułowego rolnika, który zajmuje się też pracą na kolei.

## Treść
Bohaterem filmu jest Błażej Rejdak, chłoporobotnik ze wsi Rożnica (województwo świętokrzyskie), wykonujący jednocześnie pracę rolniczą i na kolei. Żyje w nędzy, beznadziei. Praca jest dla niego sednem życia i nie znajduje on czasu na wypoczynek:
Nigdy człowiek nie jest taki, żeby powiedział: no, teraz to już jestem spokojny i teraz mogę tylko leżeć. Takie życie, że ciągłe są braki i ciągłe potrzeby, bez których człowiek nie może żyć. 
W końcowej części filmu Rejdak dzieli się spostrzeżeniem: „Kamień obrasta w mech, a jak się go turga, to się robi cięższy. No właśnie i ja tak, panie, tak to się zbiera życie po prostu...”

## Nagrody
| Rok  | Festiwal/instytucja        | Nagroda                                  | Nominowani                              | Wynik   |
| ---- | -------------------------- | ---------------------------------------- | --------------------------------------- | ------- |
| 1969 | Krakowski Festiwal Filmowy | Złoty Lajkonik w konkursie ogólnopolskim | Krystyna Gryczełowska Leszek Krzyżański | Wygrana |